# Disperis hildebrandtii
Disperis hildebrandtii är en orkidéart som beskrevs av Heinrich Gustav Reichenbach. Disperis hildebrandtii ingår i släktet Disperis och familjen orkidéer. Inga underarter finns listade i Catalogue of Life.